# Chandrasekharania
Chandrasekharania là một chi thực vật có hoa trong họ Hòa thảo (Poaceae).

## Loài
Chi Chandrasekharania gồm các loài: